# 洲崎川

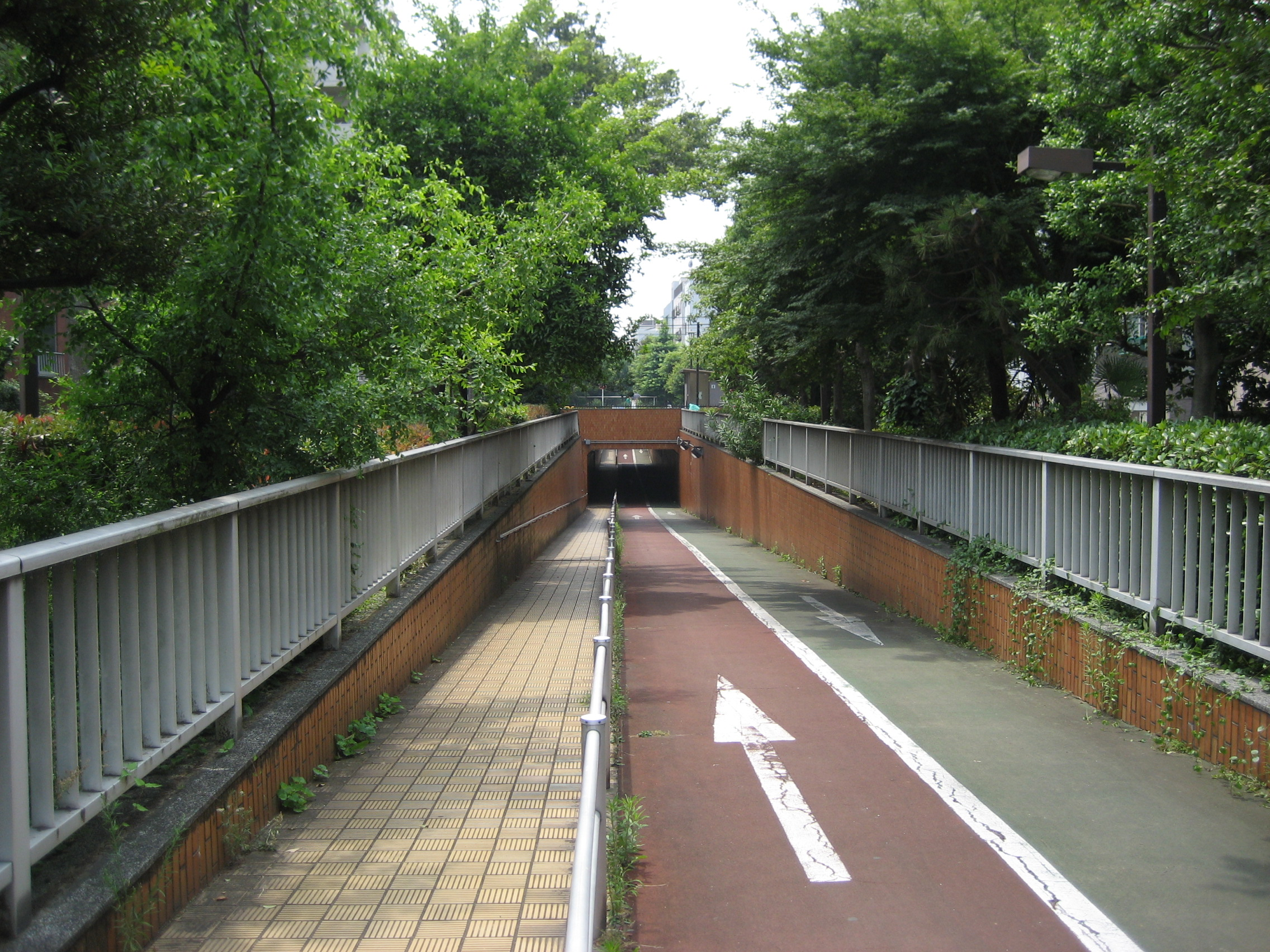
洲崎川緑道

洲崎川（すさきかわ）は、東京都江東区にかつてあった河川。

## 概要
海岸線を残す形で埋め立てが行われ、1887年に誕生した河川（運河）である。埋立地は洲崎遊郭を囲む形で、1982年（昭和57年）に埋め立てられ、緑道となった。洲崎橋跡地には石碑が建つ。

## 周辺
- 江東区立南陽小学校